# باتريسيا روي
باتريسيا روي (بالإنجليزية: Patricia Roy)‏ هي لاعب كرة قاعدة أمريكية، ولدت في 3 أكتوبر 1938 في غوشين في الولايات المتحدة، وتوفيت في 23 مايو 2017 في Ave Maria, Florida ‏ في الولايات المتحدة.